# Franz Jakob (Politiker)
Franz Jakob (* 17. November 1891 in Veitsaurach; † 10. September 1965 in Ingolstadt) war ein deutscher nationalsozialistischer Politiker. Er war verheiratet, aus der Ehe stammten drei Kinder.

## Werdegang
Von 1918 bis 1921 gehörte Jakob der SPD an. Seit 1919 arbeitete er bei der Reichsbahn, zuletzt als Reichsbahnobersekretär. Zum 12. Oktober 1925 trat er der NSDAP bei (Mitgliedsnummer 20.755) und war zunächst Schriftführer der Ortsgruppe. Während dieser Zeit lernt er den künftigen Gauleiter von Danzig Westpreußen kennen, den gebürtigen Fürther Albert Forster. Als Forster 1930 nach Danzig als Gauleiter berufen wurde, übernahm Jakob zunächst die Stellvertretung und ab 1932 die Funktion als Kreisleiter. Gleichzeitig war er von 1929 bis 1931 Bezirksführer der NSDAP in Mittelfranken.
Als die NSDAP bei der letzten freien Landtagswahl in Bayern am 24. April 1932 die Zahl ihrer Mandate von 9 auf 43 erhöhen konnte, wurde er zudem Abgeordneter im Bayerischen Landtag. Zuvor war Jakob bereits 1929 in den Fürther Stadtrat eingezogen, gemeinsam mit drei weiteren NSDAP-Mitgliedern. 1933 wurde im Rahmen der NS-Machtergreifung der bisherige Fürther Oberbürgermeister Dr. Robert Wild durch Jakob abgesetzt und in den einstweiligen Ruhestand versetzt. Jakob setzte sich selbst zunächst als kommissarischen Oberbürgermeister ein, ehe er im Oktober 1933 einstimmig zum Oberbürgermeister der Stadt Fürth gewählt wurde. Bei der nächsten Amtszeit ab 1935 kam es zu keinen Wahlen mehr, stattdessen wurde der Stadtrat durch die NSDAP berufen, an dessen Spitze erneut der Oberbürgermeister Franz Jakob stand.
Während seiner Amtszeit in Fürth war er aktiv an der Beraubung und Deportation der jüdischen Bevölkerung beteiligt. Durch Arisierungen wurden ca. 300 Grundstücke und Häuser den jüdischen Eigentümern entzogen. Weitere 190 jüdische Unternehmen wurden enteignet und der Partei zugeführt bzw. Parteimitgliedern zu deutlich günstigeren Preisen unter Marktwert weiterverkauft. Die durchgeführten „wilden“ Arisierungen fanden zunächst ohne rechtliche Grundlage statt und dienten zum Teil auch der eigenen persönlichen Bereicherung. Insbesondere letzteres fiel den Akteuren der Partei negativ auf. Weitere sexuelle Eskapaden des Oberbürgermeisters, die zum Teil Stadtgespräch waren, führten zu ersten Disziplinarverfahren gegen Jakob. Als Jakob Ende 1939 für die Partei kaum noch haltbar war, wurde er von seinem ehemaligen Parteigenossen aus Danzig als Oberbürgermeister für das inzwischen besetzte Gebiet in Polen gerufen. Gauleiter Albert Forster forderte Jakob Mitte Oktober 1939 als Oberbürgermeister an, in Rücksprache mit dem Reichsinnenministerium.
Ab dem 1. November 1939 war Jakob zunächst kommissarisch, ab Februar 1940 dann auch formell Oberbürgermeister der Stadt Thorn, die nach dem deutschen Überfall auf Polen 1939 dem Deutschen Reich angegliedert worden war. Auch hier war Jakob erneut an der Deportation der jüdischen Bevölkerung beteiligt, dieses Mal in einem deutlich größeren Umfang. Die im September 1939 gegründete Treuhandgesellschaft zur Verwaltung der geflüchteten bzw. ermordeten Polen und Juden verzeichnete alleine in der Zeit von September 1939 bis Juli 1940 2.979 beschlagnahmte Grundstücke und Gebäude. Weiterhin wurden 1.186.693 Millionen Reichsmark Mieteinnahmen erlöst. Vorsitzender der Treuhandgesellschaft war Franz Jakob, der erneut seine Position zur persönlichen Bereicherung nutzte bzw. den Parteigenossen günstig beschlagnahmte Güter und Gebäude verschaffte. Auch in Thorn wurden ihm erneut „Sittlichkeitsverbrechen“ vorgeworfen, in diesem Fall sexuelle Handlungen mit zwei polnischen Frauen. Da dies aus Sicht der NSDAP den Akt der Rassenschande eines höheren Verwaltungsbeamten darstellte, wurden ihm alle politischen Ämter entzogen. Der Umstand, dass er sog. Alter Kämpfer und Blutordensträger war, rettete ihm zumindest das Amt als Oberbürgermeister.
Im Januar 1945 flieht Jakob, getarnt als Rotkreuz-Sanitäter. Er wurde am 6. Juli 1945 verhaftet und zunächst im Spruchkammerverfahren als Hauptschuldiger (Gruppe I) eingruppiert. Sein Vermögen wurde vollständig eingezogen und er wurde zu 10 Jahren Arbeitslager verurteilt. Insbesondere die Reichspogromnacht in Fürth wurde ihm zur Last gelegt, die Verbrechen während seiner Amtszeit in Polen waren der Spruchkammer nicht bekannt. In einem Revisionsverfahren im Jahr 1949 wurde Jakob nur noch als Aktivist (Gruppe II) eingestuft. Allerdings wurde er wegen  Brandstiftung an der Synagoge in Fürth und Landfriedensbruch vom Landgericht Nürnberg-Fürth zu zweieinhalb Jahren Zuchthaus verurteilt. Diese wurden aber ausgesetzt, da seine Lagerzeit seit 1945 mit angerechnet wurde. Nach seiner Strafentlassung lebte Jakob mit seiner Frau und Kindern bei der Familie der Ehefrau in der Nähe von Ingolstadt. Mit einfachen Tätigkeiten als Hilfskoch verdiente er seinen Unterhalt.
Am 6. September 1965 starb Jakob in der Folge eines Unfalls mit einem Personenzug. Der örtlichen Presse zufolge war Jakob nachts auf dem Heimweg auf einem Bahndamm und überhörte den ankommenden Zug.